# Lhota
Lhota (případně Lhotka, Lhoty, Lhotky, či Lehota) je častý název vesnic, které vznikly v období vrcholné středověké kolonizace na území Čech, Moravy a Slovenska. Usuzuje se, že vznik těchto osad spadá hlavně do 13. století a 1. poloviny 14. století. Nejstarší písemný doklad Lhoty na českém území se vztahuje k roku 1199.[zdroj?]

## Regionální varianty názvů
S tímto názvem se můžeme setkat i v části Maďarska, v Polsku (v Polském Slezsku Ligota, či Lgota, ve východní části země Wola, či Wólka) a v Rusku (Wygoda, či Sloboda).
Pro některé české obce nesoucí tyto názvy existují německé výrazy Lhotta a Ellgoth (např. Lhota u Olešnice, německy Lhotta; Komorní Lhotka, německy Kameral Elgoth). Stejně tak jako pro české, existuje i pro polské obce Ligota německý výraz Ellguth.[zdroj?]

## Původ ahistorie názvu
Obyvatelé nově založených osad měli určité povinnosti a práva vůči vrchnosti. Tyto povinnosti byly ale po určitou dobu po založení vesnice promíjeny (často 5 nebo 8 let). Tomuto období se říkalo lhóta (vlastně lehota – ulehčení, osvobození, odklad) a někdy se přeneslo do názvu nově založené osady.
Dnes se na území ČR nachází 349 Lhot, Lhotek či vesnic, které toto pojmenování mají v názvu. Největší z nich dle počtu obyvatel je Ostrožská Lhota u Uherského Hradiště. Největší seskupení těchto vesnic je ve východních, jihovýchodních a jižních Čechách, tedy na území mimo staré sídelní území. Z toho se usuzuje, že vznik těchto vesnic náleží do pozdějších fází osídlovacího procesu, kdy se začaly osídlovat i méně hodnotné půdy ve vyšších polohách.
Zároveň je pro Lhoty typické, že byly zakládány místními obyvateli, konkrétně drobnými feudály v nevelké vzdálenosti od jejich vlastní vesnice. Pro to svědčí i názvy, které obsahují jméno zakladatele. Tato jména jsou ve valné většině slovanského původu.
Lhoty často disponují přívlastky, které se vztahují buď k osobě zakladatele (např. Horákova Lhota), nebo velikosti (Dlouhá Lhota) či podobné charakteristiky (Dolní Lhota, Písková Lhota).
Od roku 1981 obyvatelé těchto obcí každoročně pořádají Sjezd Lhot a Lehot. Setkávají se zde obyvatelé těchto obcí z České republiky a ze Slovenska.